# غاري غينتري
غاري غينتري (بالإنجليزية: Gary Gentry)‏ هو لاعب كرة قاعدة أمريكي، ولد في 6 أكتوبر 1946 في فينيكس في الولايات المتحدة.

## وصلات خارجية
- غاري غينتري على موقع دوري كرة القاعدة الرئيسي (الإنجليزية)
- غاري غينتري على موقعبيزبول رفرنس.كوم (الدوري الرئيسي) (الإنجليزية)
- غاري غينتري على موقعبيزبول رفرنس.كوم (الدوري الثانوي) (الإنجليزية)
- غاري غينتري على موقع جمعية أبحاث البيسبول الأمريكية (الإنجليزية)
- غاري غينتري على موقع إي إس بي إن.كوم (أم.أل.بي) (الإنجليزية)
- غاري غينتري على موقع مشجعي الرسوم البيانية (الإنجليزية)